# Kwame Steede
Kwame Steede (sinh ngày 4 tháng 7 năm 1980) là một cựu cầu thủ bóng đá và huấn luyện viên bóng đá. Ông được bổ nhiệm làm huấn luyện viên của Devonshire Cougars năm 2015.

## Sự nghiệp câu lạc bộ
Từng dành hết sự nghiệp cho Devonshire Cougars, Steede từng thi đấu cho Bermuda Hogges ở USL Premier Development League, ở vị trí tiền vệ.

## Sự nghiệp quốc tế
Anh có màn ra mắt cho Bermuda vào tháng 12 năm 2003 trong trận giao hữu trước Barbados và có tổng cộng 21 lần ra sân, ghi 6 bàn thắng. Anh từng đại diện quốc gia thi đấu 8 trận tại Vòng loại giải vô địch bóng đá thế giới.

## Sự nghiệp huấn luyện
Steede trở thành huấn luyện viên của Devonshire Cougars mùa hè năm 2015, sau Andrew Bascome.